# Молодіжна лихоманка
«Молодіжна лихоманка» (ісп. Fiebre de juventud), також відома як «Кохання в Еквадорі» (ісп. Romance en Ecuador) — мексикансько-еквадорська музична кінокомедія 1966 року режисера Альфонсо Корони Блейка та з Енріко Ґузманом, Беґоною Паласіос, Розою Марією Васкес та Фернандо Луханом у головних ролях.

## Сюжет
Карлос і Луїс кидають школу і намагаються досягти успіху в музичному гурті, і не без успіху. Вони їдуть до Еквадору і знайомляться з двома сестрами, вродливою Ритою та розсудливою Сільвією. Луїс і Ріта шалено закохуються і хочуть одружитися, але батько сестер, дон Хайме, каже, що шлюб має певну умову: Сільвія має вийти заміж першою. Луїс намагається переконати Карлоса посвататися до Сільвії, але вони не можуть ставитися одне до одного гірше. Однак їхній спільний досвід призведе до того, що з ненависті народиться любов.